# Chaqueihua
Chaqueihua  es una localidad agrícola que pertenece administrativamente a la comuna de Hualaihué, Provincia de Palena, Región de los Lagos, Chile. 
Chaqueihua o Chaqueihue en lengua indígena significa lugar de  Chacay.
La localidad se sitúa junto a la Carretera Austral y al Río Negro, está  situada a 6 kilómetros al noreste de Hornopirén.
Desde esta localidad rural, se puede continuar hacia el sur hasta llegar al río Blanco, un lugar muy recomendado para la pesca deportiva, 5 kilómetros más adelante, el camino bordea el Canal Cholgo pasando por unos acantilados con excelentes vistas a la Isla de los Ciervos. Tras atravesar la cuesta El Farellón, el camino llega a Caleta Cholgo ubicado a 28 kilómetros de Hornopirén, aquí se encuentra el Río Cholgo, otro buen lugar para la pesca deportiva. Continuando 7 kilómetros más al sur se puede llegar hasta Caleta Pichanco donde antiguamente existía servicio de transbordador a Caleta Leptepu. Este trayecto no es recomendable después de lluvias por las condiciones del camino.
En Chaqueihua se encuentra la escuela rural Cordillera Nevada.
Chaqueihua se encuentra cerca del Aeródromo Río Negro.